# Designated Survivor

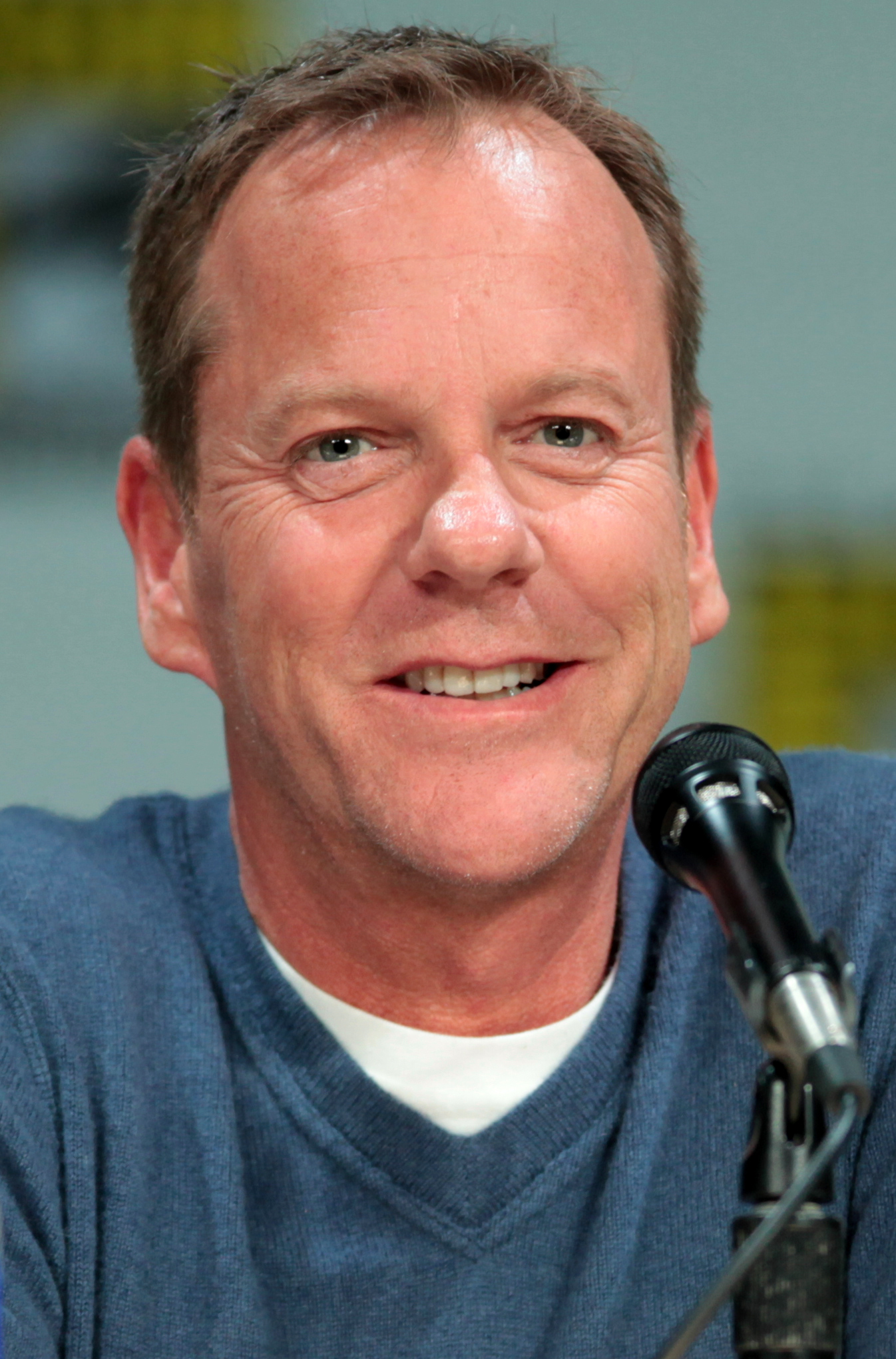
Kiefer Sutherland, productor ejecutivo.

Designated Survivor (Sucesor designado en España y Sobreviviente designado en Hispanoamérica) es una serie de televisión dramática estadounidense sobre política, creada por David Guggenheim y protagonizada por Kiefer Sutherland, emitida en ABC. Se estrenó el 21 de septiembre de 2016 y ocho días después, ABC ordenó una temporada completa de 22 episodios.
En mayo de 2017, ABC renovó la serie para una segunda temporada, siendo estrenada el 27 de septiembre de 2017. El 11 de mayo de 2018, ABC canceló la serie después de dos temporadas, aparentemente debido a una disminución en las calificaciones, aunque se han mencionado otras razones. Poco después, eOne anunció que estaban en "conversaciones" con otras cadenas para renovar la serie, incluido Netflix, que transmite la serie internacionalmente. El 5 de septiembre de 2018, Netflix decidió continuar con la serie con una tercera temporada de 10 episodios que fue estrenada en 2019.

## Sinopsis
En la noche del Discurso del Estado de la Unión, una explosión se cobra las vidas del presidente y todos los miembros del Gabinete de los Estados Unidos, excepto la del Secretario de Vivienda y Desarrollo Urbano de los Estados Unidos, Tom Kirkman, que había sido nombrado el sucesor designado. Kirkman juró inmediatamente como presidente, sin saber que el ataque es sólo el comienzo de lo que está por venir.

## Elenco y personajes

### Principales
- Kiefer Sutherland como el exsecretario de Vivienda y posterior Presidente de los EEUU Thomas Adam "Tom" Kirkman.
- Natascha McElhone como la primera dama de los EEUU Alexandra "Alex" Kirkman. (Temporadas 1 y 2)
- Adan Canto como el exJefe de Gabinete, exasesor de seguridad nacional; y posterior vicepresidente electo, Aaron Shore.
- Italia Ricci como la exJefa de Gabinete; y asesora especial en la Casa Blanca, Emily Rhodes.
- Tanner Buchanan como Leo Kirkman. Hijo del Presidente (Temporadas 1 y 2)
- LaMonica Garrett como Agente del Servicio Secreto Mike Ritter. (Temporadas 1 y 2)
- Kal Penn como el exSecretario de Prensa y posterior Director de Comunicaciones de la Casa Blanca, Seth Wright.
- Maggie Q como la exAgente del FBI, y posterior Agente de la CIA, Hannah Wells.
- Paulo Costanzo como el Director Político de la Casa Blanca, Lyor Boone. (Temporada 2)
- Zoe McLellan como la Asesora Jurídica de la Casa Blanca, Kendra Daynes. (Temporada 2)
- Ben Lawson como el Agente del MI6 Damian Rennett.

### Recurrentes
- Mckenna Grace como Penny Kirkman. Hija del Presidente.
- Peter Outerbridge como el exjefe de Gabinete, Charles Langdon.
- Malik Yoba como el exsubdirector del FBI Jason Atwood (temporada 1).
- Kevin McNally como el General Harris Cochrane. (temporada 1)
- Virginia Madsen como la presidenta de la Cámara de Representantes y posteriormente secretaria de Educación Kimble Hookstraten. (temporada 1)
- Ashley Zukerman como el congresista y posterior Vicepresidente de los EEUU Peter MacLeish (temporada 1).
- George Tchortov como Nestor Lozano "Catalan". (temporada 1)
- Reed Diamond como el Director del FBI John Foerstel. (temporadas 1 y 2)
- Mykelti Williamson como el Admirante Chernow.
- Michael Gaston como el exgobernador James Royce. (temporada 1)
- Mariana Klaveno como la contratista, Brooke Mathison (temporada 1)
- Jake Epstein como el analista del FBI, Chuck Russink.
- Lara Jean Chorostecki como la segunda dama de los EEUU, Beth MacLeish. (temporada 1)
- Rob Morrow como el periodista, Abe Leonard. (temporada 1)
- Geoff Pierson como expresidente de los EEUU y posterior exSecretario de Estado Cornelius Moss.
- Mark Deklin como el senador Jack Bowman. (temporada 1)
- Kearran Giovanni como la senadora Diane Hunter. (temporada 1)
- Terry Serpico como el empresario Patrick Lloyd. (temporada 1)
- Richard Waugh como el exasesor de seguridad nacional, Jay Whitaker. (temporada 1)
- Breckin Meyer como Trey Kirkman, el hermano del Presidente. (temporadas 2 y 3)
- Kim Raver como la cientifica y empresaria, Andrea Frost. (temporada 2)
- Michael J. Fox como el exfiscal especial, Ethan West.
- Nora Zehetner como la Agregada Cultural de Rusia en Estados Unidos, Valeria Poriskova.
- Aunjanue Ellis como la Vicepresidenta de los EEUU Ellenor Darby (temporada 2).
- Jamie Clayton como Sasha Booker, hermana de Alex Kirkman.(temporada 3)

## Episodios

### Primera temporada (2016-2017)
| N.º en serie | N.º en temp. | Título                                            | Dirigido por         | Escrito por                               | Fecha de emisión original | Audiencia (millones) |
| ------------ | ------------ | ------------------------------------------------- | -------------------- | ----------------------------------------- | ------------------------- | -------------------- |
| 1            | 1            | «Pilot» «Piloto»                                  | Paul McGuigan        | David Guggenheim                          | 21 de septiembre de 2016  | 10.04                |
| 2            | 2            | «The First Day» «El Primer Día»                   | Brad Turner          | Jon Harmon Feldman y David Guggenheim     | 28 de septiembre de 2016  | 7.97                 |
| 3            | 3            | «The Confession» «La Confesión»                   | Sergio Mimica-Gezzan | Jennifer Johnson y Paul Redford           | 05 de octubre de 2016     | 7.05                 |
| 4            | 4            | «The Enemy» «El Enemigo»                          | Paul Edwards         | Dana Ledoux Miller y Jon Harmon Feldman   | 12 de octubre de 2016     | 7.00                 |
| 5            | 5            | «The Mission» «La Misión»                         | Paul Edwards         | Sang Kyu Kim y Michael Russell Gunn       | 26 de octubre de 2016     | 5.96                 |
| 6            | 6            | «The Interrogation» «El Interrogatorio»           | Michael Katleman     | Barbie Kligman y Jenna Richman            | 09 de noviembre de 2016   | 5.56                 |
| 7            | 7            | «The Traitor» «El Traidor»                        | Frederic E. O. Toye  | Jennifer Johnson y Michael Russell Gunn   | 16 de noviembre de 2016   | 5.52                 |
| 8            | 8            | «The Results» «Los Resultados»                    | Chris Grismer        | Paul Redford y Sang Kyu Kim               | 30 de noviembre de 2016   | 5.45                 |
| 9            | 9            | «The Blueprint» «El Plano»                        | Richard J. Lewis     | Dana Ledoux Miller y Michael Russell Gunn | 07 de diciembre de 2016   | 5.18                 |
| 10           | 10           | «The Oath» «La Jura»                              | Frederick E. O. Toye | David Guggenheim                          | 14 de diciembre de 2016   | 6.18                 |
| 11           | 11           | «Warriors» «Guerreros»                            | Stephen Surjik       | Paul Redford & Carol Flint                | 08 de marzo de 2017       | 5.86                 |
| 12           | 11           | «The End of the Beginning» «El Fin del Principio» | Mike Listo           | David Guggenheim                          | 15 de marzo de 2017       | 5.74                 |
| 13           | 13           | «Backfire» «Cortafuegos»                          | Tara Nicole Weyr     | David Guggenheim                          | 22 de marzo de 2017       | 5.21                 |
| 14           | 14           | «Commander-in-Chief» «Comandante en Jefe»         | Frederick E. O. Toye | Michael Russel Gunn                       | 29 de marzo de 2017       | 5.15                 |
| 15           | 15           | «One Hundred Days» «100 Días»                     | Kenneth Fink         | Dana Ledoux Miller                        | 05 de abril de 2017       | 5.19                 |
| 16           | 16           | «Party Lines» «Las Directrices del Partido»       | Mike Listo           | Jenna Richman                             | 12 de abril de 2017       | 4.82                 |
| 17           | 17           | «The Ninth Seat» «El Noveno Asiento»              | Frederick E. O. Toye | Paul Redford                              | 19 de abril de 2017       | 5.06                 |
| 18           | 18           | «Lazarus» «Lázaro»                                | Chris Grismer        | Jennifer Johnson                          | 26 de abril de 2017       | 5.11                 |
| 19           | 19           | «Misalliance» «Alianza Inadecuada»                | Norberto Barba       | Dana Ledoux Miller & Jenna Richman        | 03 de mayo de 2017        | 4.62                 |
| 20           | 20           | «Bombshell» «Bombazo»                             | Sharat Raju          | Sang Kyu Kim                              | 10 de mayo de 2017        | 4.92                 |
| 21           | 21           | «Brace for Impact» «Prepárese para el Impacto»    | Frederick E. O. Toye | David Guggenheim                          | 17 de mayo de 2017        | 5.07                 |

### Segunda temporada (2017-2018)
| N.º en serie | N.º en temp. | Título                                      | Dirigido por      | Escrito por                            | Fecha de emisión original | Audiencia (millones) |
| ------------ | ------------ | ------------------------------------------- | ----------------- | -------------------------------------- | ------------------------- | -------------------- |
| 22           | 1            | «One Year In» «Un año»                      | Chris Grismer     | Keith Eisner                           | 27 de septiembre de 2017  | 5.50                 |
| 23           | 2            | «Sting of the Tail» «Ponzoña»               | Frederick Toye    | Keith Eisner                           | 04 de octubre de 2017     | 4.80                 |
| 24           | 3            | «Outbreak» «El brote»                       | Chris Grismer     | Ashley Gable                           | 11 de octubre de 2017     | 4.61                 |
| 25           | 4            | «Equilibrium» «Equilibrio»                  | Joe Lazarov       | Paul Reford y Keith Eisner             | 18 de octubre de 2017     | 4.34                 |
| 26           | 5            | «Suckers» «Idiota»                          | Fred Gerber       | Bill Chais                             | 25 de octubre de 2017     | 3.94                 |
| 27           | 6            | «Two Ships» «Dos buques»                    | Leslie Libman     | Jessica Grasl                          | 01 de noviembre de 2017   | 3.92                 |
| 28           | 7            | «Family Ties» «Lazos de familia»            | Milan Cheylov     | Pierluigi Cothran                      | 15 de noviembre de 2017   | 4.05                 |
| 29           | 8            | «Home» «A casa»                             | Ian Toynton       | Pat Cunnane                            | 29 de noviembre de 2017   | 4.03                 |
| 30           | 9            | «Three-Letter Day» «Día de las tres cartas» | Jeannot Szwarc    | DBill Chais y Ashley Arena             | 06 de diciembre de 2017   | 3.87                 |
| 31           | 10           | «Line of Fire» «En la línea del fuego»      | Chris Grismer     | Keith Eisner                           | 13 de diciembre de 2017   | 4.38                 |
| 32           | 11           | «Grief» «Dolor»                             | Timothy Busfield  | Keith Eisner                           | 28 de febrero de 2018     | 3.72                 |
| 33           | 12           | «The Final Frontier» «La frontera final»    | Sharat Raju       | Jeff Melvoin                           | 7 de marzo de 2018        | 3.60                 |
| 34           | 13           | «Original Sin» «Pecado original»            | Bosede Williams   | Ashley Gable                           | 14 de marzo de 2018       | 3.69                 |
| 35           | 14           | «In the Dark» «En la oscuridad»             | Carol Banker      | Bill Chais                             | 21 de marzo de 2018       | 3.98                 |
| 36           | 15           | «Summit» «Cumbre»                           | Chris Grismer     | Jessica Grasl                          | 28 de marzo de 2018       | 3.80                 |
| 37           | 16           | «Fallout» «Consecuencias»                   | Joe Lazarov       | Tom Garrigus                           | 4 de abril de 2018        | 3.84                 |
| 38           | 17           | «Overkill» «Fuerza excesiva»                | Jeff T. Thomas    | Jeff Melvoin y Tracey Rice             | 11 de abril de 2018       | 3.29                 |
| 39           | 18           | «Kirkman Agonistes» «Kirkman en problemas»  | Leslie Libman     | Pierluigi D. Cothran y Patrick Cunnane | 18 de abril de 2018       | 3.51                 |
| 40           | 19           | «Capacity» «Capacidades»                    | David Warry-Smith | Keith Eisner                           | 25 de abril de 2018       | 3.36                 |
| 41           | 20           | «Bad Reception» «Interferencia»             | Chris Grismer     | Tom Garrigus & Jessica Grasl           | 2 de mayo de 2018         | 3.47                 |
| 42           | 21           | «Target» «Objetivo»                         | Timothy Busfield  | Bill Chais y Ashley Gable              | 9 de mayo de 2018         | 3.29                 |
| 43           | 22           | «Run» «Corre»                               | Chris Grismer     | Keith Eisner                           | 16 de mayo de 2018        | 3.54                 |

### Tercera temporada (2019)
10 episodios

## Lanzamiento

### Transmisión
Designated Survivor comenzó a transmitirse el 21 de septiembre de 2016, en ABC en los Estados Unidos, y CTV en Canadá. Netflix transmite la serie fuera de los Estados Unidos y Canadá agregando los episodios semanalmente, con la distribución manejada por eOne.

### Marketing
Un avance de Designated Survivor fue lanzado el 6 de mayo de 2016, con el tráiler completo lanzado el 17 de mayo. Los productores y algunos de los miembros del elenco promovieron la serie en San Diego Comic-Con en julio de 2016, mostrando una proyección previa especial con las estrellas de cine Maggie Q y Kal Penn presentes.